# Ballon d'Or 1986
De Ballon d'Or 1986 was de 31e editie van de voetbalprijs georganiseerd door het Franse tijdschrift France Football. De prijs werd gewonnen door de Sovjet Ihor Bilanov (Dinamo Kiev).
De jury was samengesteld uit 26 journalisten die aangesloten waren bij de volgende verenigingen van de UEFA: West-Duitsland, de DDR, Oostenrijk, België, Bulgarije, Tsjecho-Slowakije, Denemarken, Spanje, Finland, Frankrijk, Griekenland, Hongarije, Engeland, Ierland, Luxemburg, Italië, Nederland, Polen, Portugal, Roemenië, Schotland, Sovjet-Unie, Zweden, Zwitserland, Turkije en Joegoslavië.
De resultaten van de stemming werden gepubliceerd in editie 2125 van France Football op 30 december 1986.

## Stemprocedure
Elk jurylid koos de beste vijf spelers van Europa. De speler op de eerste plaats kreeg vijf punten, de tweede keus vier punten en zo verder. Op die wijze werden 390 punten verdeeld, 130 punten was het maximale aantal punten dat een speler kon behalen (in geval van een zesentwintig koppige jury).

## Uitslag
| Plaats | Speler               | Club                                | Stemmen | Stemmen | Stemmen | Stemmen | Stemmen | Stemmen | Punten |
| Plaats | Speler               | Club                                | 1º      | 2º      | 3º      | 4º      | 5º      | Totaal  | Punten |
| ------ | -------------------- | ----------------------------------- | ------- | ------- | ------- | ------- | ------- | ------- | ------ |
| 1º     | Igor Belanov         | Dinamo Kiev                         | 8       | 7       | 4       | 2       |         | 21      | 84     |
| 2º     | Gary Lineker         | Everton / FC Barcelona              | 6       | 3       | 4       | 3       | 2       | 18      | 62     |
| 3º     | Emilio Butragueño    | Real Madrid                         | 3       | 5       | 4       | 4       | 4       | 20      | 59     |
| 4º     | Preben Elkjær Larsen | Hellas Verona                       | 2       | 2       |         | 1       | 2       | 7       | 22     |
|        | Manuel Amoros        | AS Monaco                           | 1       | 2       | 1       | 2       | 2       | 8       | 22     |
| 6º     | Aleksandr Zavarov    | Dinamo Kiev                         | 2       | 1       | 2       |         |         | 5       | 20     |
|        | Ian Rush             | Liverpool                           |         |         | 6       | 1       |         | 7       | 20     |
| 8º     | Helmuth Ducadam      | Steaua Boekarest                    | 2       |         |         |         |         | 2       | 10     |
|        | Marco van Basten     | Ajax                                |         |         | 1       | 2       | 3       | 6       | 10     |
| 10º    | Alessandro Altobelli | Internazionale                      |         |         | 1       | 3       |         | 4       | 9      |
| 11º    | Michel Platini       | Juventus                            |         | 1       |         | 2       |         | 3       | 8      |
|        | Jean-Marie Pfaff     | Bayern München                      |         |         | 1       | 2       | 1       | 4       | 8      |
| 13º    | Jan Ceulemans        | Club Brugge                         | 1       |         |         |         | 2       | 3       | 7      |
|        | Søren Lerby          | Bayern München / AS Monaco          |         | 1       | 1       |         |         | 2       | 7      |
| 15º    | Morten Olsen         | RSC Anderlecht / 1. FC Köln         |         | 1       |         |         | 2       | 3       | 6      |
| 16º    | Rinat Dasajev        | Spartak Moskou                      | 1       |         |         |         |         | 1       | 5      |
| 17º    | Luis Fernández       | Paris Saint Germain / Racing Paris  |         | 1       |         |         |         | 1       | 4      |
|        | Paulo Futre          | FC Porto                            |         | 1       |         |         |         | 1       | 4      |
|        | Harald Schumacher    | 1. FC Köln                          |         | 1       |         |         |         | 1       | 4      |
|        | Ruud Gullit          | PSV                                 |         |         |         | 1       | 2       | 3       | 4      |
| 21º    | Kenny Dalglish       | Liverpool                           |         |         | 1       |         |         | 1       | 3      |
|        | Jean Tigana          | Girondins Bordeaux                  |         |         |         | 1       | 1       | 2       | 3      |
|        | Pavlo Yakovenko      | Dinamo Kiev                         |         |         |         | 1       | 1       | 2       | 3      |
| 24º    | Karlheinz Förster    | VfB Stuttgart / Olympique Marseille |         |         |         | 1       |         | 1       | 2      |
|        | Lothar Matthäus      | Bayern München                      |         |         |         |         | 2       | 2       | 2      |
| 26º    | Michael Laudrup      | Juventus                            |         |         |         |         | 1       | 1       | 1      |
|        | Rudi Völler          | Werder Bremen                       |         |         |         |         | 1       | 1       | 1      |

## Trivia
- Na elf achtereenvolgende keren te zijn opgenomen in de eindklassering, was 1986 het laatste jaar waarin Michel Platini punten kreeg toegekend.

## Referentie
- Eindklassement op RSSSF

France Football:
1956 · 
1957 · 
1958 · 
1959 · 
1960 · 
1961 · 
1962 · 
1963 · 
1964 · 
1965 · 
1966 · 
1967 · 
1968 · 
1969 · 
1970 · 
1971 · 
1972 · 
1973 · 
1974 · 
1975 · 
1976 · 
1977 · 
1978 · 
1979 · 
1980 · 
1981 · 
1982 · 
1983 · 
1984 · 
1985 · 
1986 · 
1987 · 
1988 · 
1989 · 
1990 · 
1991 · 
1992 · 
1993 · 
1994 · 
1995 · 
1996 · 
1997 · 
1998 · 
1999 · 
2000 · 
2001 · 
2002 · 
2003 · 
2004 · 
2005 · 
2006 · 
2007 · 
2008 · 
2009 · 
2016 · 
2017 · 
2018 · 
2019 · 
2021 · 
2022 · 
2023 · 
2024